# Toni Kuivasto
Toni Kuivasto, född 31 december 1975 i Tammerfors, är en finländsk före detta fotbollsspelare (försvarare).
Kuivasto spelade 75 landskamper för Finlands landslag.

## Karriär
Toni Kuivasto började sin fotbollskarriär i hemstaden (Tammerfors) lokala fotbollslag FC Ilves Tampere. År 1992 gjorde han debut i Veikkausliiga för moderklubben. Vid senare tillfälle har han även representerat MyPa och HJK Helsingfors i Veikkausliiga.
Kuivasto flyttade utomlands till Norge år 1999 och började spela för Viking FK. Där stannade han till 2003, då han önskade sig nya utmaningar vilka Djurgårdens IF i Sverige erbjöd. Under transferfönstret sommaren 2003 lämnade han därför Viking FK för att ansluta till Djurgårdens IF. Efter att kontraktet med Djurgårdens IF löpte ut 30 november 2009, offentliggjordes det dagen därpå att det inte blir någon fortsättning och att Kuivasto lämnade klubben. Den 5 februari 2010 skrev Kuivasto under ett ettårigt kontrakt med FC Haka i den finska högstadivisionen.
Kuivasto debuterade i finska landslaget år 1997 mot Malaysia och har sedan dess ansetts vara en pålitlig avbytare till de ordinarie försvararna i landslaget. Toni Kuivasto har spelat över 70 A-landskamper för Finland. 

## Meriter
- Mästare, Allsvenskan, 2003, 2005
- Mästare, Svenska cupen 2004, 2005
- Mästare, Norska cupen, 2001
- Mästare, Finska cupen, 2000
- A-landslagsspelare

## Säsongsfacit: ligamatcher / mål
- 2010: –
- 2009: 29 / 1 (2003–2009: 165 / 6)
- 2008: 24 / 0
- 2007: 26 / 1
- 2006: 23 / 0
- 2005: 26 / 3
- 2004: 24 / 0
- 2003: 24 / 2 (11 / 1 i Viking + 13 / 1 i DIF)
- 2002: 26 / 3
- 2001: 25 / 0

## A-Landskamper och mål
- 2009: 2 / 0 (enligt 14 oktober 2009)
- Till och med 2008: 73 / 1
- 2008: 4 / 0
- 2007: 3 / 0
- 2006: 4 / 0
- 2005: 10 / 1
- 2004: 11 / 0
- 2003: 9 / 0 (varav 4 efter klubbytet till Djurgården)
- 2002: 10 / 0
- 2001: 7 / 0
- 2000: 4 / 0
- 1999: 5 / 0
- 1998: 2 / 0
- 1997: 4 / 0